# Chapelle-Guillaume
Chapelle-Guillaume település Franciaországban, Eure-et-Loir megyében. Lakosainak száma 182 fő (2022. január 1.). Chapelle-Guillaume Le Plessis-Dorin, Gréez-sur-Roc, Melleray és Couëtron-au-Perche községekkel határos.

## Népesség
A település népességének változása:
| Lakosok száma | 322  | 236  | 190  | 198  | 202  | 189  | 185  | 184  | 184  | 182  |
|               | 1968 | 1982 | 1990 | 2006 | 2013 | 2015 | 2017 | 2019 | 2020 | 2022 |